# 华山
華山，又名太華山，是五嶽中的西岳。位於中华人民共和国陝西省渭南市華陰市城南，西距西安市區120公里。秦、晉、豫黃河三角洲交匯處，南接秦嶺，北瞰黃河，扼西北進出中原之門戶。華山山體倚天拔地，四面如削，更有千尺幢、百尺峽、蒼龍嶺、鷂子翻身、長空棧道等十分險峻之地，被譽為“奇險天下第一山”。華山共有五峰，即東峰朝陽，西峰蓮花，中峰玉女，南峰落雁，北峰雲台。南峰落雁，為太華極頂，海拔2154.9米；西峰最險，海拔2082米；北峰最低，海拔1614.7米。另外，南峰落雁、東峰朝陽，西峰蓮花，合稱“天外三峰”。
華山同時也是道教名山，是三十六洞天中的第四洞天。華山自古以來就是負有盛名的勝地，傳說蕭史在此吹簫引來秦穆公女弄玉傾慕，隋唐孫思邈常入華山採藥，北宋即有睡仙陳摶隱居於此。 1982年，華山以“陝西華山風景名勝區”的名義，被中華人民共和國國務院批准列入第一批國家重點風景名勝區名單，其遊覽面積約150平方公里。
華山又名西嶽，與東岳泰山並稱。據說是因周平王遷都洛陽，華山位於東周京城洛邑之西，故稱“西嶽”，以後秦王朝建都咸陽，西漢王朝建都長安，都在華山之西，所以華山不再稱西嶽。後來漢光武帝劉秀在洛陽建立東漢政權，華山又恢復了“西嶽”之稱，並一直沿用至今。 “西”是指地處中原的西邊，而“岳”是中國五大名山的總稱。華山是五嶽中最年輕的山脈，據地質部門1984年觀測，目前它還在繼續增高。
北魏地理學家酈道元在《水經注》中，對華山有“其高五千仞，削成而四方，遠而望之，又若花狀”的描繪。古代“花”與“華”相通，可見華山之名實際上得自於形狀。關於華山得名，還有另一種說法：因華山頂上生長著白蓮花，故而得名。韓癒的《古意》詩中所寫的“太華峰頂玉井蓮，花開十丈藕如船”，就是根據此傳說。民間對其險峻有諸多描繪，最著名的諺語為“自古華山一條路”。

## 名称
现代简体作“华山”，繁体作“華山”；而“華山”的“華”字古亦作“崋”（如《广韵》）。别名“太华山”，其中“太华山”的“华”字中国大陆辞书注为第二声，而台湾辞典仍注第四声。华山是五岳中的西岳，古亦直接以“西嶽”作山名。

## 歷史人文

### 歷史傳說

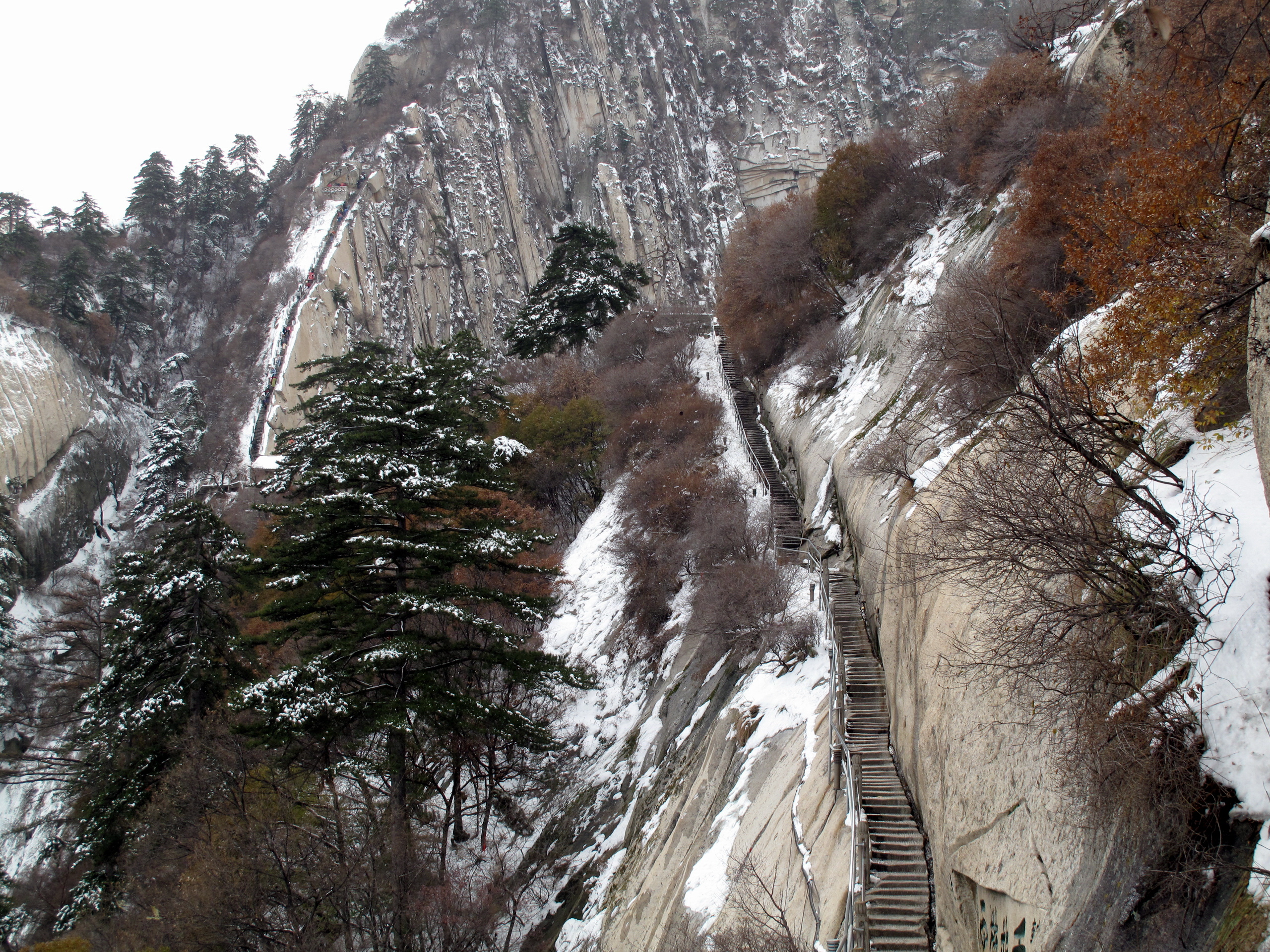
华山上

相傳大禹治水，他將黃河引出龍門，來到潼關時，被兩座山擋住了去路。這兩座山南邊的叫華山，北邊的叫中條山。它們緊緊相連，河水不能通過。此時有位叫巨靈的大神來幫忙，將兩山掰開，但是華山卻被掰成一高一低兩山，高的叫太華山，低的叫少華山。這也是李白詩作中“巨靈咆哮劈兩山，洪波噴流射東海”的來歷。另外則有“沉香劈山救母”、“吹簫引鳳”等故事廣為流傳。

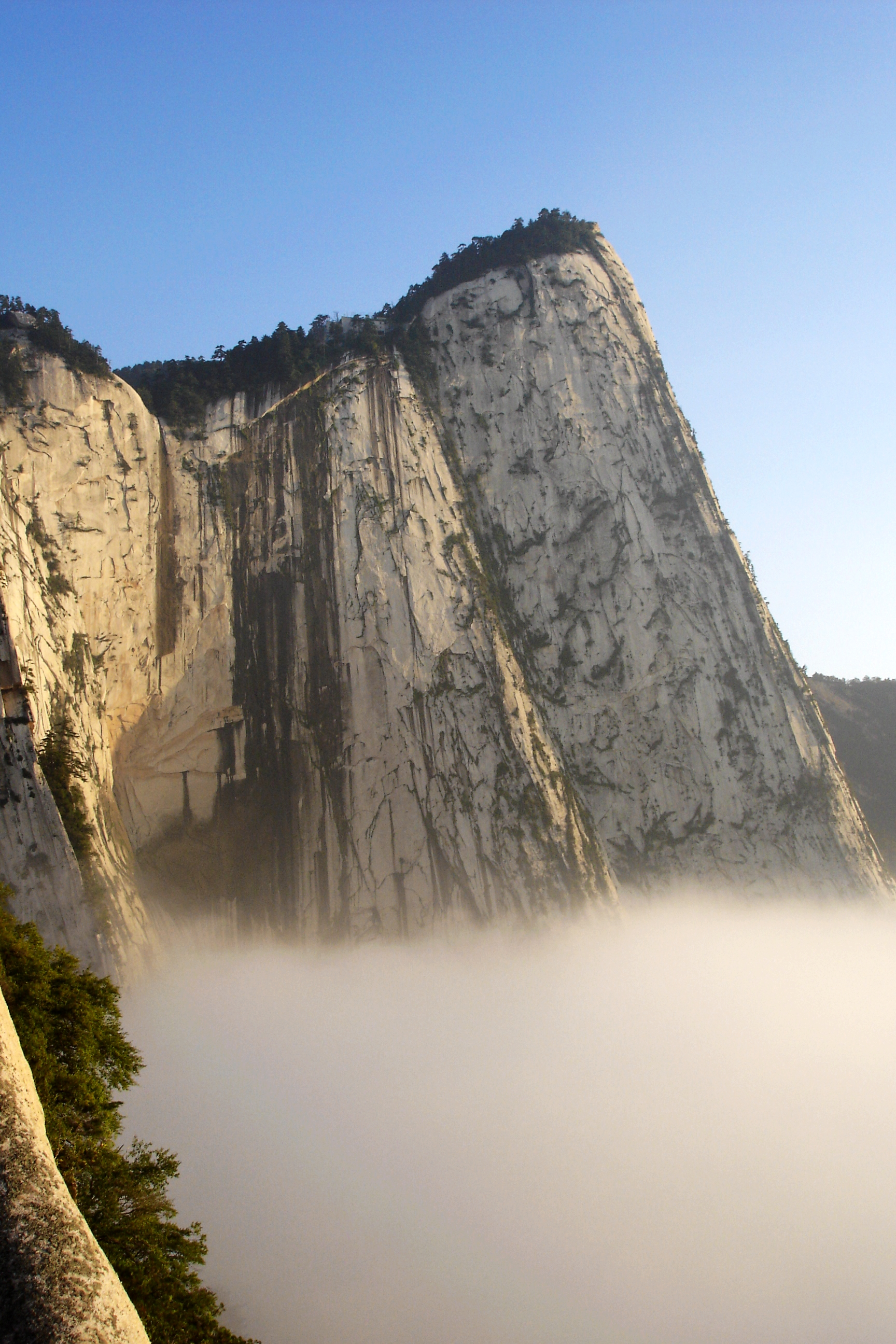
华山西峰

據清代著名學者章太炎考證，華山是中華民族文化的發祥地之一，“中華”、“華夏” 皆因華山而得名。 《尚書》裡就有有關華山的記載；《史記》中也有黃帝、堯、舜華山巡遊的事蹟；秦始皇、漢武帝、武則天、唐玄宗等十數位帝王也曾到華山進行過大規模祭祀活動。
華山亦留有了無數名人的足跡，傳說故事和古蹟。自隋唐以來，李白、杜甫等文人墨客詠華山的詩歌、碑記和遊記不下千餘篇，摩岩石刻多達上千處。自漢楊寶、楊震到明清馮從吾、顧炎武等不少學者，曾隱居華山諸峪，開館授徒，一時蔚為大觀。而建於漢武帝在位時的西嶽廟，有著“陝西故宮”和“五嶽第一廟”之稱譽，這是五嶽中建制最早和面積最大的廟宇。中國歷史上，曾有56位皇帝曾到此山巡遊或舉行祭祀活動。

## 地理特征

### 地質及演化推測
華山為秦嶺支脈分水脊北側的花崗岩石山，系一塊完整碩大的花崗岩構成，其演化歷史約為27億年。 第三紀初，秦嶺北麓斷層下降，形成渭河構造盆地，秦嶺上升形成山地。 白堊紀時期，山地花崗岩凸起成「岩柱」，形成華山，東西長約15千米，南北寬約10千米，面積約150平方千米。由於花崗岩縱橫節理發育及其岩性特點——容易受風化侵蝕，加上南北兩大斷層錯動和東西兩側流水下切，造成華山四面如削、斷崖千尺、陡峭險峻的山勢特點。

## 景點
華山以險著稱，有“自古華山一條路”之說。華山有東南西北中五峰，東峰（朝陽峰）是觀日出最佳場所，南峰（落雁峰）是華山的最高峰，西峰（蓮花峰）山峰狀如蓮花，是華山風景最秀奇的山峰，三峰以下還有中峰（玉女峰）和北峰（雲台峰）。

華山的景點多達210 餘處，著名的有有華山峪（自古華山一條路），在峭壁絕崖上鑿出的千尺幢、百尺峽和老君犁溝，蒼龍嶺，三面臨空的鷂子翻身、下棋亭，凌空架設的長空棧道等，其中華嶽仙掌被列為關中八景之首。華山最佳觀日處位於華山東峰朝陽台。其他旅遊景點有迴心石、玉泉院、青柯坪、金鎖關等。

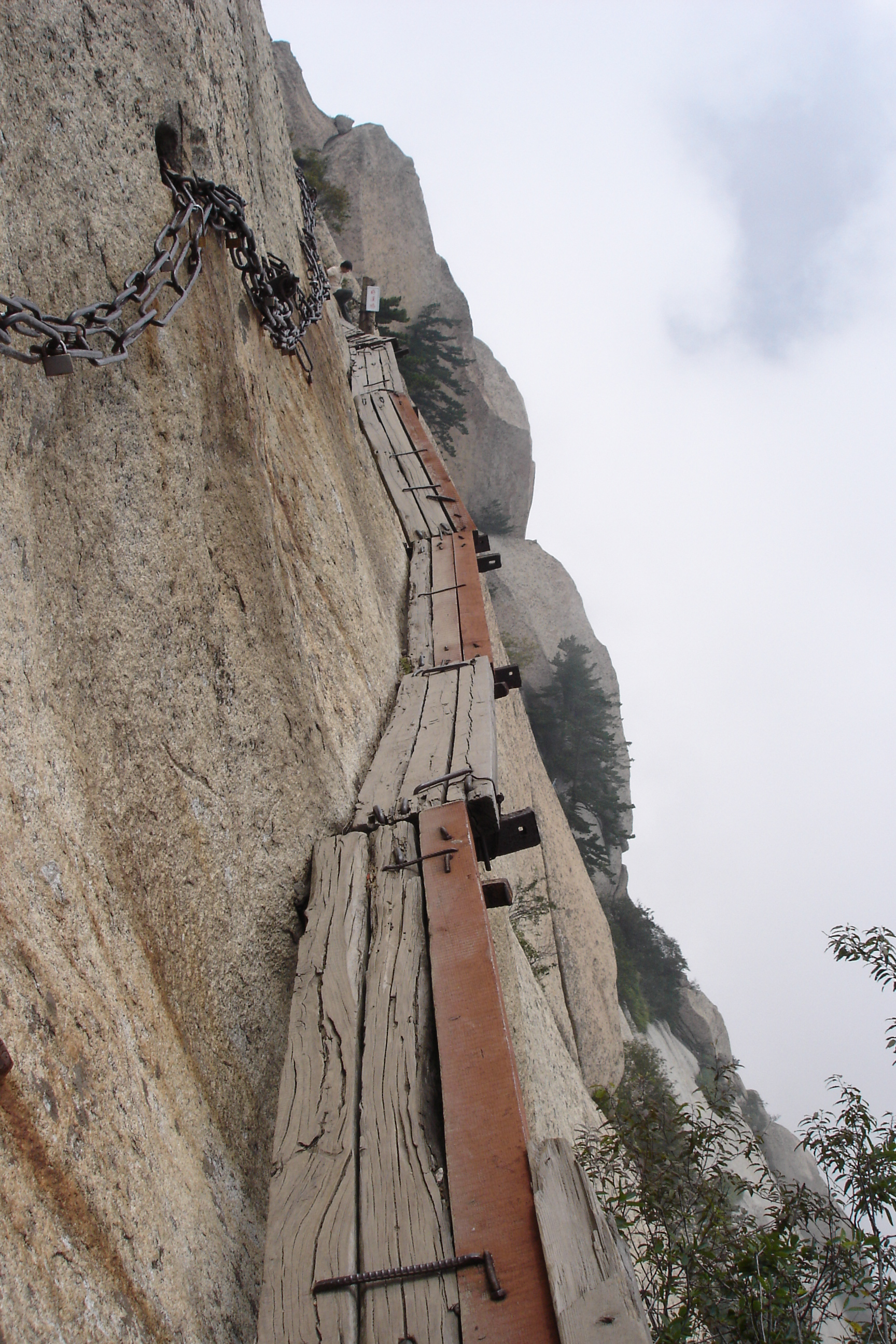
長空棧道

## 旅遊
旅客如徒步遍遊五峰一般要24小時，乘纜車登頂遊覽需5至6小時。東峰設有賓館，可供山上過夜的旅客留宿。
傳統登山路線（適合體力佳者）為：第一日晚9點從華山門上山，沿千尺幢、百尺峽爬山。大約在第二日早5點左右到東峰觀日台看日出，看完日出大約在早7點左右，然後去東峰（從雲梯上），在東峰下到鷂子翻身、下棋亭。下東峰到東峰的另一側，前往南峰也就是華山極頂。上頂，路過南天門，進去後見長空棧道。長空棧道回來就上頂峰（南峰）了。一路順著走下去下南峰到西峰。西峰後有一處人跡罕至的桃花林。從西峰繞中峰，下山。下山路上可去老君犁溝。下山路上一路有很多的景點，所以可以拍到晚上上山拍不到的照片。約第二日下午4點左右可下山到華山山門。
簡易登山路線（適合體力不佳者）：纜車上到北峰，徒步上東峰，轉南峰，西峰，中峰，下山。
特殊登山路線（適合多次登山者）：從“智取華山”的小道上北峰，其餘按傳統登山路線。
華山景色美妙，但旅程同樣艱險，所以有意攀登華山的旅遊者，有必要做好全面的心理準備。

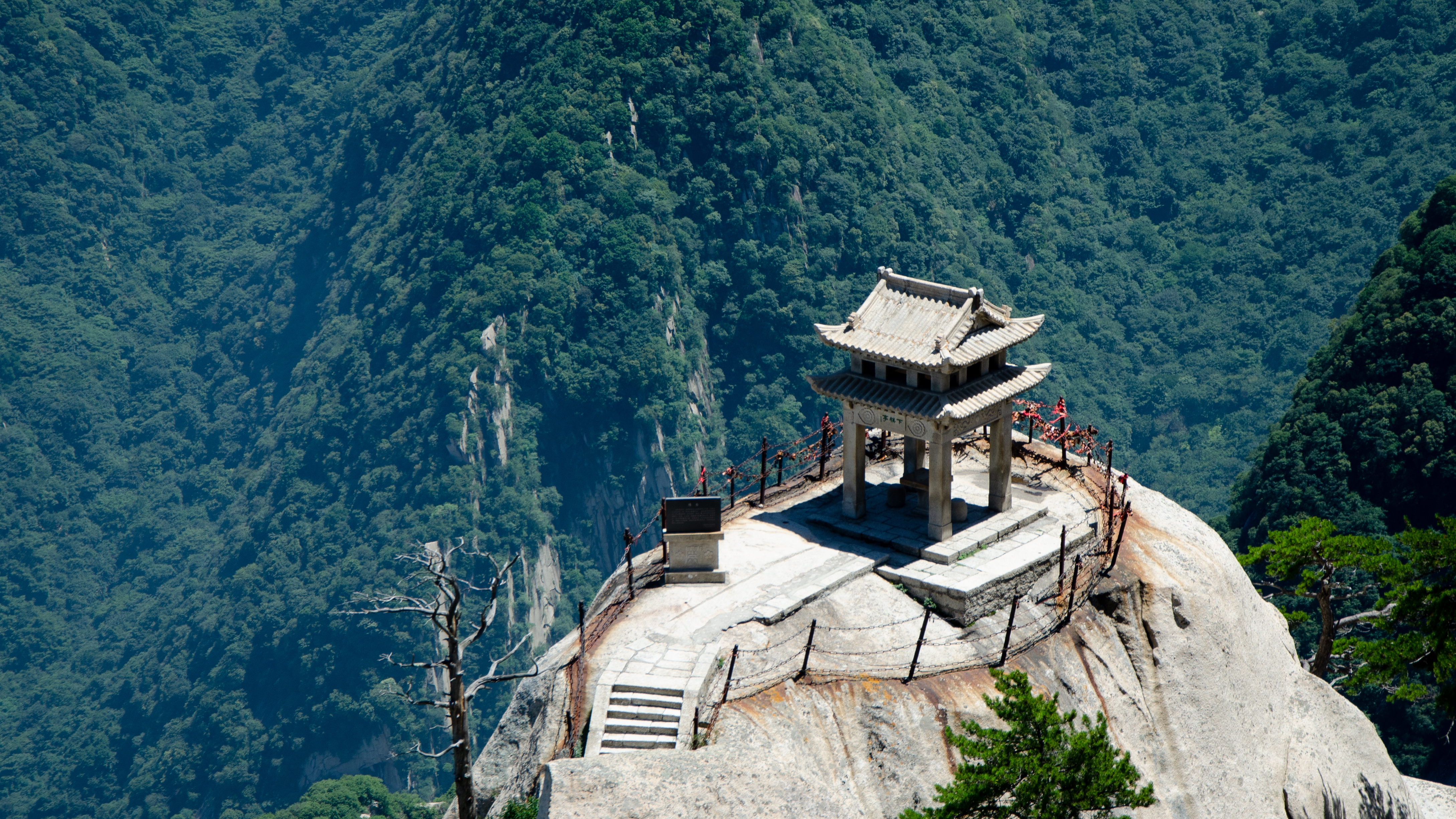
下棋亭，位于华山东峰旁

## 外部連結
- 華山景區官網（页面存档备份，存于）
- 华山的新浪微博
- 华山的新浪微博

## 延伸阅读
[在维基数据编辑]
 《欽定古今圖書集成·方輿彙編·山川典·華山部》，出自陈梦雷《古今圖書集成》